# Tillandsia sphaerocephala
Tillandsia sphaerocephala är en gräsväxtart som beskrevs av John Gilbert Baker. Tillandsia sphaerocephala ingår i släktet Tillandsia och familjen Bromeliaceae.

## Underarter
Arten delas in i följande underarter:
- T. s. sphaerocephala
- T. s. tarijensis

## Bildgalleri

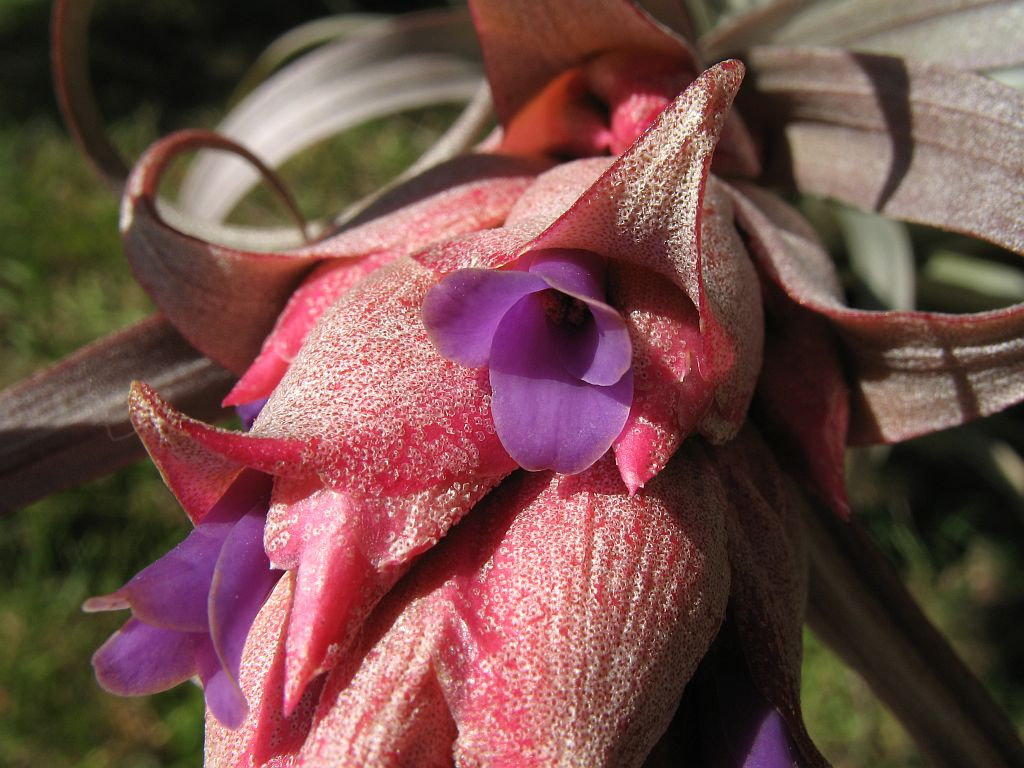
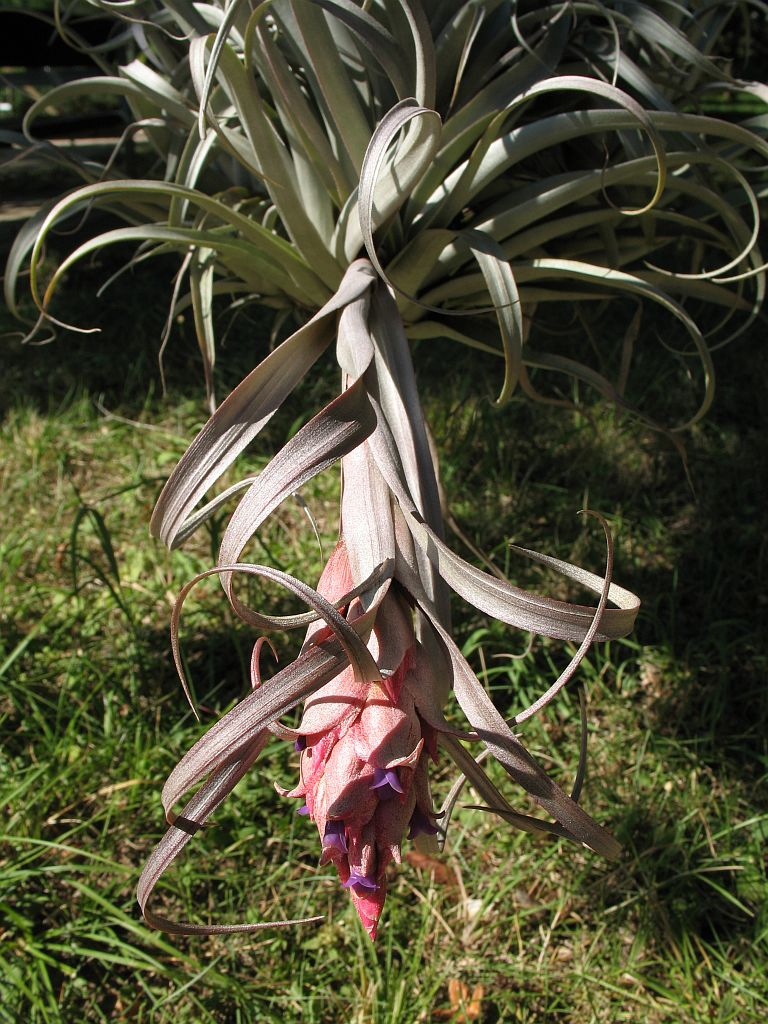
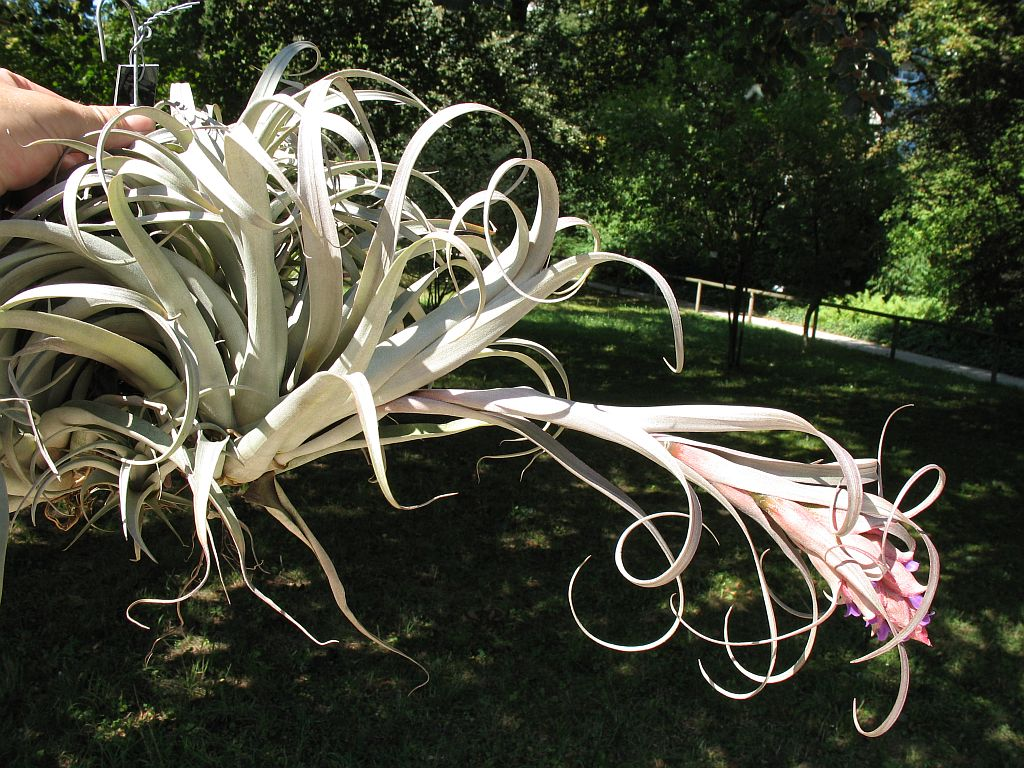